# Subaru Trezia
De Subaru Trezia is een multi-purpose vehicle van het Japanse automerk Subaru. Het is de opvolger van de Daihatsu Sirion gebaseerde Justy. In 2010 bracht Toyota een model uit in de compacte MPV-klasse, de Verso-S, de wagen waarop de Trezia is gebaseerd. 
De auto wordt geleverd met een 1.3 benzinemotor met 99 pk zoals ook in Toyota Verso-S. Uniek voor de Trezia is dat die ook geleverd wordt met een 1.4 common-rail-turbodieselmotor met 90 pk.